# Марк Емілій Лепід (чоловік Друзілли)
Марк Емілій Лепід (6 — 39) — політичний діяч ранньої Римської імперії.

## Життєпис
Походив з патриціанського роду Еміліїв. Син Марка Емілія Лепіда, консула 6 року н. е та Віпсанії Юлії. Про молоді роки мало відомостей.
Був коханцем імператора Калігули та його трьох сестер: Агрипіни, Друзілли й Лівілли. У 38 році одружився з Друзіллою, проте в цьому ж році вона померла.
Калігула надав Лепіду право займати консульську посаду на 5 років раніше законного терміну й оголосив його спадкоємцем своєї влади. У 39 році Лепід спільно з Лентулом Гетуліком, Агрипіною та Лівіллою організував змову проти імператора, але був викритий й незабаром страчений.